# 井上信八
井上 信八（いのうえ しんぱち、1852年3月17日〈嘉永5年2月21日〉 - 1922年〈大正11年〉7月9日）は、日本の政治家、衆議院議員（1期）。

## 経歴
信濃国筑摩郡笹賀村（のち東筑摩郡笹賀村、現・長野県松本市）出身。材木商を営み、町会議員、所得税調査委員、学務委員、高等小学校組合会議員等を務める。また、野口(合)業務担当社員、愛知農工銀行、熱田銀行、愛知燐寸各(株)取締役、愛知木材、中央煉瓦各(株)専務取締役、(株)鉄道車輪製造所取締役となる。
1898年3月の第5回衆議院議員総選挙において愛知2区から無所属で立候補したが落選する。8月の第6回衆議院議員総選挙では日吉倶楽部から立候補して当選する。衆議院議員を1期務め、1902年の第7回衆議院議員総選挙は不出馬。1922年に死去した。